# Zahrensdorf
Zahrensdorf is een voormalige gemeente in de Duitse deelstaat Mecklenburg-Voor-Pommeren. De gemeente maakte deel uit van het Landkreis Ludwigslust-Parchim. Per 1 januari 2016 fuseerde Zahrensdorf met de gemeente Langen Jarchow tot de nieuwe gemeente Kloster Tempzin.